# Contea di Longhui
La contea di Longhui (隆回县S, Lónghuí XiànP) è una contea della Cina, situata nella provincia di Hunan e amministrata dalla prefettura di Shaoyang.